# روس غرين
روس غرين (بالإنجليزية: Ross Green)‏ هو متزحلق جبال الألب بريطاني، ولد في 3 يناير 1978.

## وصلات خارجية
- روس غرين على موقع أوليمبيديا (الإنجليزية)
- روس غرين على موقع اللجنة الأولمبية البريطانية (الإنجليزية)